# Millettieae
Millettieae je tribus (seskupení rodů) podčeledi Faboideae čeledi bobovité vyšších dvouděložných rostlin. Zahrnuje přes 900 druhů ve 45 rodech. Jsou to vesměs dřeviny a dřevnaté liány se zpeřenými listy a motýlovitými květy, rozšířené v tropech a subtropech celého světa, několik druhů roste i v mírném pásu Asie a Ameriky. V České republice se pěstuje vistárie. Některé druhy kožnatce a lonchokarpu obsahují rotenon a slouží k domorodému lovu ryb.

## Popis
Zástupci tribu Millettieae jsou stromy, keře a dřevnaté liány. Listy jsou většinou lichozpeřené, složené ze 2 až 7 nebo výjimečně až z více než 20 párů vstřícných lístků. Palisty jsou často opadavé, palístky jsou přítomny nebo chybějí. Květy jsou uspořádány v různých květenstvích, často ve svazečcích skládajících hrozny či laty, někdy květenství vyrůstají na bezlistých větvích nebo přímo z kmene. Kalich je dosti proměnlivý, může být uťatý nebo zakončený 4 či 5 krátkými laloky. Koruna je motýlovitá, pavéza může mít bazální přívěsky, křídla jsou přirostlá ke člunku nebo volná. Tyčinek je 10 a jsou jednobratré nebo dvoubratré. Semeník obsahuje 1 až 12 nebo i více vajíček. Plody jsou dosti různorodé, mohou být pukavé či nepukavé, křídlaté nebo bez křídla, kožovité nebo tenké. Semena mají různé tvary a mohou být na průřezu okrouhlá nebo zploštělá.

## Rozšíření
Tribus zahrnuje 45 rodů a přes 900 druhů. Největší rody jsou koželusk (Tephrosia, 350 druhů), lonchokarp (Lonchocarpus, 150), Millettia (150) a kožnatec (Derris, 60 druhů). Většina rodů obsahuje jen malý počet druhů.
Tribus je rozšířen v tropech a subtropech celého světa. Některé rody zasahují i do oblastí mírného pásu, např. vistárie (Wisteria) v Asii a Severní Americe, Callerya v Číně.

## Zástupci
- koželusk (Tephrosia)
- kožnatec (Derris)
- lonchokarp (Lonchocarpus)
- vistárie (Wisteria)

## Význam
Různé druhy a kultivary vistárií (Wisteria jsou pěstovány v České republice jako okrasné liány. Liány rodu kožnatec (Derris) a lonchokarp (Lonchocarpus) jsou zdrojem rotenonu a slouží domorodcům k tradičnímu lovu ryb. Některé druhy různých rodů slouží v medicíně či jako krmivo.

## Přehled rodů
Afgekia, Aganope, Antheroporum, Apurimacia, Austrosteenisia, Behaimia, Bergeronia, Burkilliodendron, Callerya, Chadsia, Craibia, Craspedolobium, Dahlstedtia, Dalbergiella, Deguelia, Derris, Dewevrea, Disynstemon, Endosamara, Fordia, Hesperothamnus, Kunstleria, Leptoderris, Lonchocarpus, Margaritolobium, Millettia, Muellera, Mundulea, Ostryocarpus, Paraderris, Paratephrosia, Philenoptera, Piscidia, Platycyamus, Platysepalum, Pongamiopsis, Ptycholobium, Pyranthus, Requienia, Sarcodum, Schefflerodendron, Sylvichadsia, Tephrosia, Wisteria, Xeroderris